# Józef Stefaniak
Józef Stefaniak (ur. 14 marca 1941 w Piątku) – polski hokeista, olimpijczyk, trener.

## Życiorys
Jeden z najlepszych napastników w historii polskiego hokeja na lodzie. Wychowanek Boruty Zgierz (1956–1961), zawodnik Gryfa Toruń (1961–1962), Pomorzanina Toruń (1962–1969), Łódzkiego Klubu Sportowego (1969–1976) i austriackiego EHC Lustenau (1977–1980). W ekstraklasie rozegrał 386 meczów, zdobywając 298 goli.
Dwukrotny król strzelców hokejowej ekstraklasy (1966, 1969).
Uczestnik Igrzysk Olimpijskich w Innsbrucku (1964) oraz siedmiu turniejów o mistrzostwo świata.
Po zakończeniu kariery sportowej trenował hokeistów ŁKS Łódź, Boruty Zgierz oraz TTH Toruń (1995-1996).